# Rütger-von-Scheven-Straße (Düren)

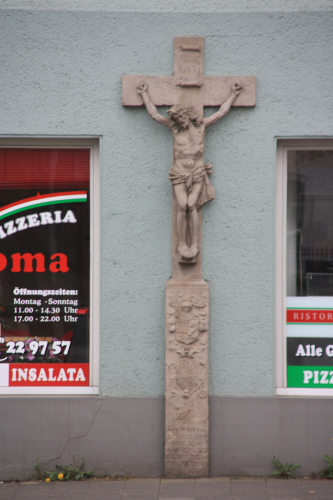
Das Wehrmeisterkreuz

Die Rütger-von-Scheven-Straße in Düren, Nordrhein-Westfalen, ist eine historische Hauptverkehrsstraße.
Die Rütger-von-Scheven-Straße ist die Verlängerung der August-Klotz-Straße. Die Straße beginnt an der Kreuzung Stürtzstraße/August-Klotz-Straße und geht in die Nippesstraße über, die zur Nideggener Straße führt. An dieser Kreuzung steht das denkmalgeschützte Wehrmeisterkreuz, ein Wegekreuz aus dem Jahre 1664.
Die Straße wurde im 1634 von Wenzel Hollar gezeichneten Stadtplan als Holzweg bezeichnet, weil auf diesem Weg das Holz aus dem Wehrmeistereiwald bei Gey in die Stadt gebracht wurde. Im Adressbuch von 1882 wird der Holzweg auch Kreuzbendenweg genannt. Diese Namensgebung basiert wohl auf dem Wehrmeisterkreuz. 1896 wurde der Weg in Burgstraße umbenannt. Durch die Eingemeindung von Rölsdorf wurde 1937 eine Namensänderung auf den heutigen Straßennamen nötig. Die Straße wurde dann nach Rütger von Scheven benannt, der 1710 Gründer der ältesten Papiermühle in Düren, der Neumühl, war.